# スチュアート・フェルドマン
スチュアート・フェルドマン（英: Stuart Feldman）はアメリカの計算機科学者である。コンピュータソフトウェアプログラムMakeの作者として最もよく知られる。また、最初のFortran 77コンパイラの作者でもあり、オペレーティングシステムUnixを作成したベル研究所の最初のグループの一員でもあった。また、プログラミング言語ALTRANおよびEFLの開発にも参加した。
フェルドマンはシュミットサイエンスの社長であり、以前はシュミットフューチャーズの主任科学者、また、ミシガン大学情報学部の学部長の外部諮問委員会のメンバーでもあった。以前はGoogleの東海岸エンジニアリング担当副社長であり、その前はIBM Researchのコンピュータサイエンス担当副社長であった。フェルドマンはComputing Research Association (CRA) およびAssociation to Advance Collegiate Schools of Business (AACSB International) の理事を務めた。彼はACM SIGPLANの議長であり、ACM SIGecomの創設議長だった。彼は2006年にACMの会長に選出された。フェルドマンはスティーブン・ボーンと共に創刊に関わった雑誌ACM Queueの編集諮問委員会のメンバーでもある。また、IEEE Internet ComputingおよびIEEE Transactions on Software Engineeringの編集委員会にも参加している。プリンストン大学で天体物理学の学士号、マサチューセッツ工科大学で応用数学の博士号を取得した。2010年にはウォータールー大学から数学の名誉博士号を授与された。
フェルドマンは1991年にIEEEのフェロー、1995年にACMのフェロー、2007年にAAASのフェローに就任した。2003年にはMakeの開発によりACMソフトウェアシステム賞を受賞した。  